# Fields-érem
A Fields-érem (angolul Fields Medal) létrehozása először az 1924-es Nemzetközi Matematikai Kongresszuson vetődött fel. John Charles Fields kanadai matematikus, a kongresszus elnöke volt a gondolat legerőteljesebb támogatója a következő, 1928-as kongresszuson is, és végül az 1932-esen eldöntötték a díj létrehozását. A díj szabályzatát Fields javaslata alapján dolgozták ki. Eszerint, 1936-tól kezdve, a Nemzetközi Matematikai Unió (IMU) négyévente megtartott Nemzetközi Kongresszusán (ICM) ketten részesülnek a díjban, olyan fiatalok, akik már bizonyítottak. A korral kapcsolatos követelményt a kiosztás óta úgy értelmezik, hogy a díjazott legfeljebb negyvenéves. 1966-ban a díjazottak számát felemelték négyre.
A kitüntetés odaítélésére a Nemzetközi Matematikai Unió végrehajtó bizottsága bizottságot hoz létre, amelynek az elnöke sokszor az IMU elnöke. A bizottság kiemelkedő matematikusokat kér fel javaslattételre, majd alaposan megvizsgálja a javaslatokat, végül titkos szavazással dönt.
A díjazott aranyérmet kap, amelynek szélére felvésik a nevét és az évszámot. Fields neve nem szerepel az érmen. A Robert Tait McKenzie szobrász által 1933-ban tervezett érem egyik oldalán Arkhimédész arca szerepel a „Transire suum pectus mundoque potiri MCNXXXIII” körirattal (tehát hibásan!). A másik oldal felirata: „Congregati ex toto orbe mathematici ob scripta insignia tribuere”.
A Fields-érmet gyakorta nevezik „matematikai Nobel-díjnak”, de a hasonlat nem igazán pontos, már csak a szigorú korhatár miatt sem.
A norvég kormány az általa alapított Abel-díjnak szánja, annak első, 2003-as kiosztása óta, a „matematikai Nobel-díj” szerepét.
A Fields-érmet az addigi életműért ítélik oda, nem egy konkrét eredményért, bár abban teljes konszenzus alakult ki, hogy egyes önálló tételeket is elismerhetnek vele. (Ez persze nem jelenti, hogy minden esetben vita nélkül dőlt el a díjazott személye.)
Az 1978-ban alapított, teljes életművet értékelő Wolf-díj bizonyos mértékben megosztja a matematikusokat a díjak „súlyának” értékelésében.

## A díjazottak
| Év   | ICM helye                | Kitüntetettek                                                                                |
| ---- | ------------------------ | -------------------------------------------------------------------------------------------- |
| 2022 | Helsinki, Finnország     | Hugo Duminil-Copin June Huh James Maynard Marina Vjazovszka                                  |
| 2018 | Rio de Janeiro, Brazília | /Caucher Birkar Alessio Figalli Peter Scholze Akshay Venkatesh                               |
| 2014 | Szöul, Dél-Korea         | / Artur Ávila / Manjul Bhargava Martin Hairer Marjam Mirzáháni                               |
| 2010 | Haidarábád, India        | Elon Lindenstrauss / Ngô Bảo Châu Sztanyiszlav Szmirnov Cédric Villani                       |
| 2006 | Madrid, Spanyolország    | Andrei Okounkov Grigorij Perelman (Nem vette át) Terence Tao Wendelin Werner                 |
| 2002 | Peking, Kína             | Laurent Lafforgue Vlagyimir Vojevodszkij                                                     |
| 1998 | Berlin, Németország      | Richard Borcherds William Gowers Makszim Koncsevics Curtis McMullen Andrew Wiles (ezüstérem) |
| 1994 | Zürich, Svájc            | Jean Bourgain Pierre-Louis Lions Jean-Christophe Yoccoz Jefim Zelmanov                       |
| 1990 | Kiotó, Japán             | Volodimir Drinfeld Vaughan Frederick Randal Jones Shigefumi Mori Edward Witten               |
| 1986 | Berkeley, USA            | Simon Donaldson Gerd Faltings Michael Freedman                                               |
| 1982 | Varsó, Lengyelország     | Alain Connes William Thurston / Shing-Tung Yau                                               |
| 1978 | Helsinki, Finnország     | Pierre Deligne Charles Fefferman Grigorij Margulisz Daniel Quillen                           |
| 1974 | Vancouver, Kanada        | Enrico Bombieri David Mumford                                                                |
| 1970 | Nizza, Franciaország     | Alan Baker Heisuke Hironaka Szergej Novikov John G. Thompson                                 |
| 1966 | Moszkva, Szovjetunió     | Michael Francis Atiyah Paul Cohen Alexander Grothendieck Stephen Smale                       |
| 1962 | Stockholm, Svédország    | Lars Hörmander John Milnor                                                                   |
| 1958 | Edinburgh, UK            | Klaus Roth René Thom                                                                         |
| 1954 | Amszterdam, Hollandia    | Kunihiko Kodaira Jean-Pierre Serre                                                           |
| 1950 | Cambridge, USA           | Laurent Schwartz Atle Selberg                                                                |
| 1936 | Oslo, Norvégia           | Lars Ahlfors Jesse Douglas                                                                   |

## Lásd még
- Nevanlinna-díj
- Gauss-díj
- Matematikai Wolf-díj
- Abel-díj
- Bolyai János nemzetközi matematikai díj
- Neumann János-díj